# Rezerwat przyrody Luboń Wielki
Rezerwat przyrody Luboń Wielki – rezerwat przyrody nieożywionej na Luboniu Wielkim (1022 m n.p.m.) w Beskidzie Wyspowym. Jest położony w obrębie ewidencyjnym Raba Niżna, w gminie Mszana Dolna, w powiecie limanowskim, w województwie małopolskim. Leży na gruntach Skarbu Państwa w zarządzie Nadleśnictwa Limanowa.
Został utworzony w 1970 roku na powierzchni 11,80 ha. W 2004 roku powołano go na nowo na powierzchni 35,24 ha i tyle zajmuje do tej pory. Leży w granicach Południowomałopolskiego Obszaru Chronionego Krajobrazu. Prawie cały obszar rezerwatu jest też chroniony w ramach sieci Natura 2000 jako obszar mający znaczenie dla Wspólnoty „Luboń Wielki” PLH120043.
Celem ochrony rezerwatu jest zachowanie ze względów przyrodniczych, krajobrazowych i naukowych całości osuwiska fliszowego z bogactwem form geologicznych oraz naturalnych drzewostanów bukowych i bukowo-jodłowych.

## Opis rezerwatu

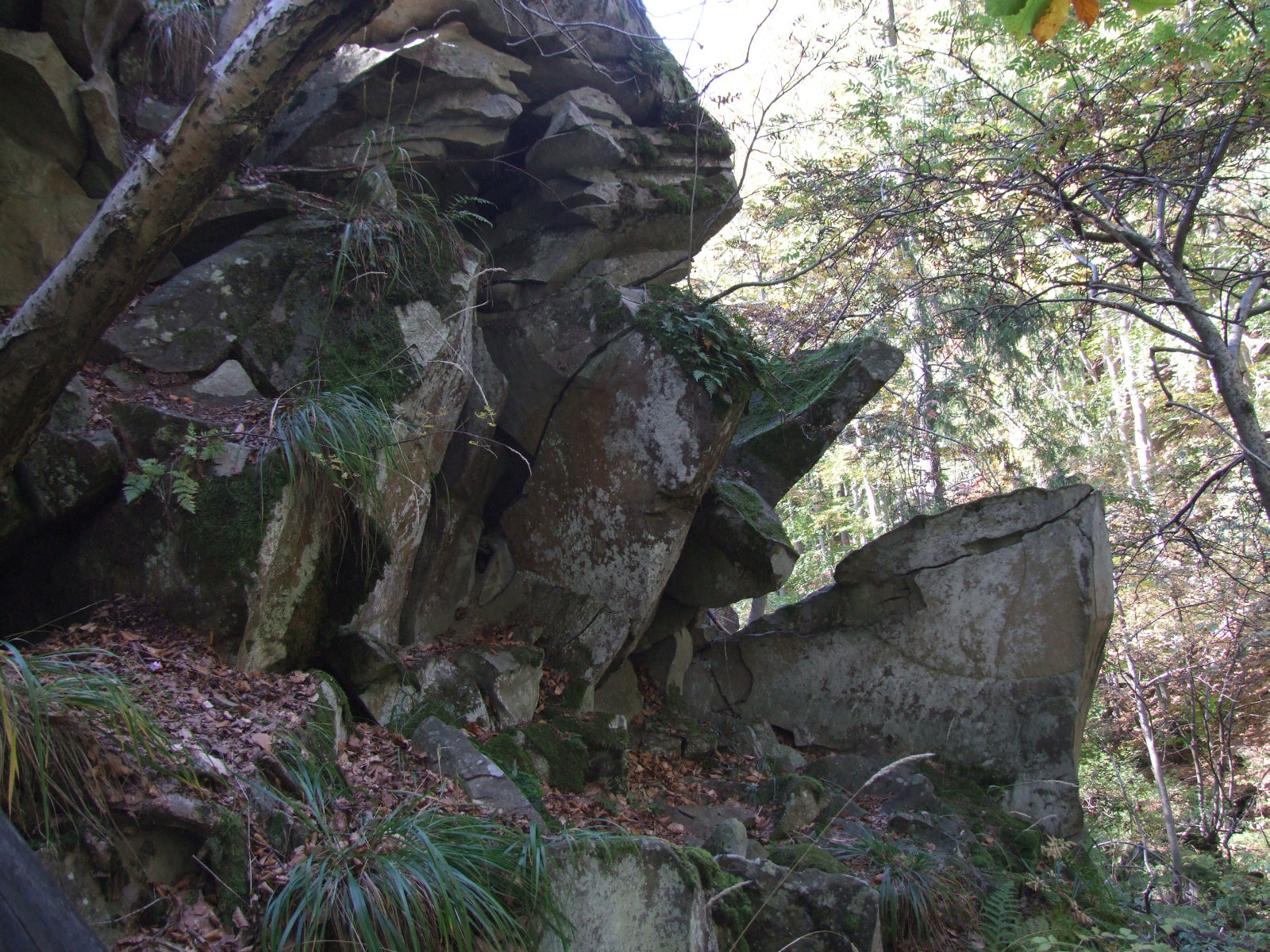

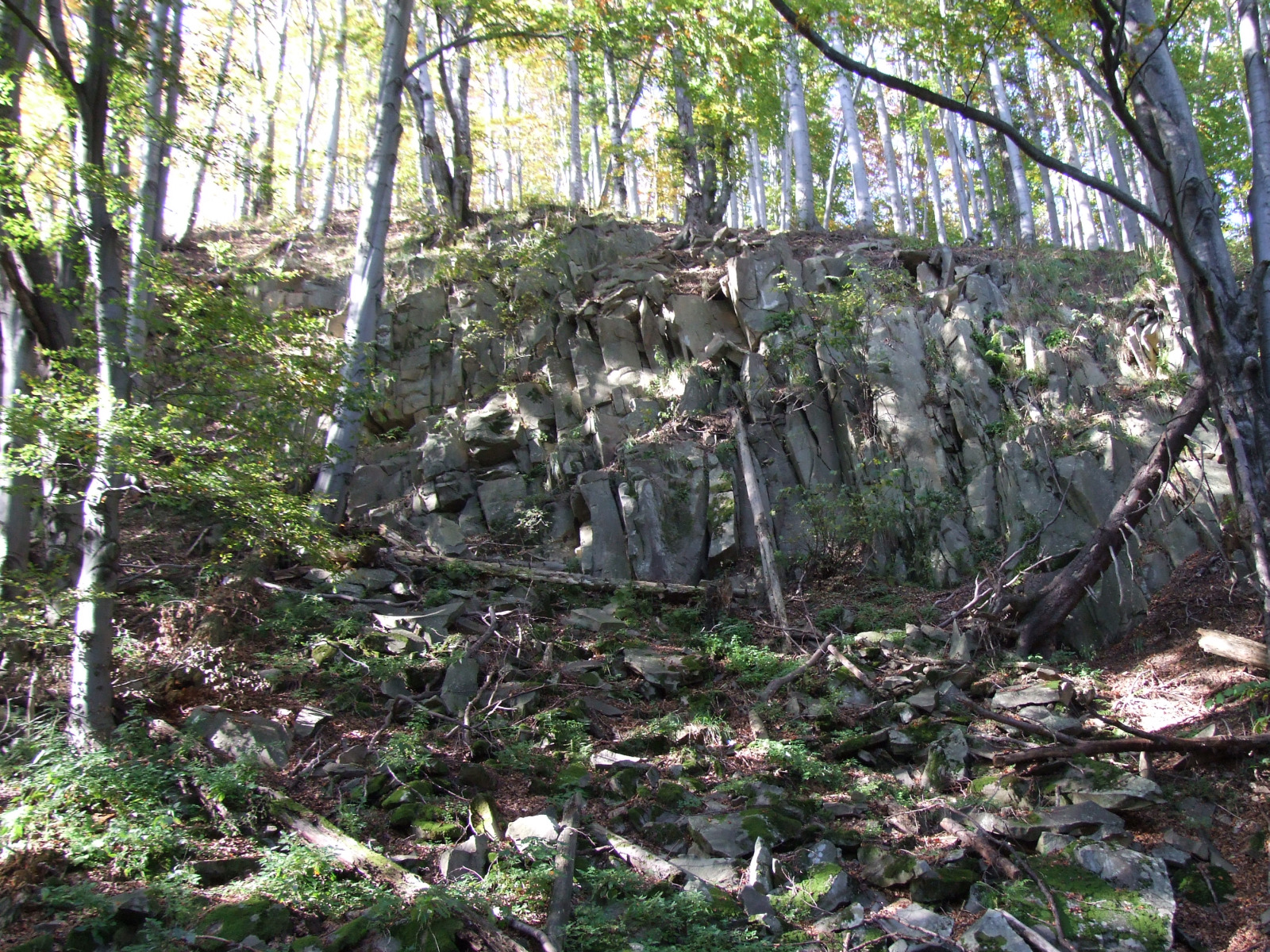

Rezerwat znajduje się na stromych, południowo-wschodnich stokach góry, na wysokości 746–1014 m n.p.m. Budujące go skały to piaskowce serii magurskiej pochodzące z eocenu. Na obszarze rezerwatu znajduje się największy w Beskidzie Wyspowym jęzor osuwiska fliszowego z gołoborzem, a ponadto obszar pokryty oderwanymi skałami, nisza osuwiskowa zawalona skalnymi blokami i ściana osuwiskowa. Osunięte skały tworzą grzędy i garby skalne wysokości kilku metrów, zwane Dziurawymi Turniami. Obszar ten otoczony jest lasem, w dolnej części jest to las jodłowo-świerkowy (z przewagą świerka i domieszką buka), w górnej buczyna karpacka. W dość ubogim runie leśnym występują borówki i paprocie: nerecznica szerokolistna i wietlica samicza. Na ścianie osuwiskowej rozwijają się zbiorowiska mchów, wątrobowców i paproci. Z ciekawszych roślin w lesie występują: kruszczyk rdzawoczerwony, marzanka wonna, naparstnica zwyczajna, kopytnik pospolity, śnieżyczka przebiśnieg, wawrzynek wilczełyko, paproć zanokcica północna.
Wśród bloków i płyt skalnych na obszarze rezerwatu znajdują się liczne nisze i szczeliny jaskiniowe. Już Kazimierz Sosnowski wzmiankował o dwóch jaskiniach. K Kowalski w 1954 r. zbadał i opisał Jaskinię w Luboniu Wielkim. Później speleolodzy spenetrowali i opisali jeszcze wiele innych. Do 2007 r. opisano tu 13 jaskiń i schronisk skalnych, wszystkie w Dziurawych Turniach. Największa jest Jaskinia w Luboniu Wielkim, mająca 26 m długości i deniwelację 9 m. Jako jedyna posiada ona własny mikroklimat. Obserwowano w niej w zimie 1999/2000 r. hibernujące dwa nietoperze (nocki duże).
Zagrożeniem dla rezerwatu jest zaśmiecanie go przez turystów oraz postępujące zarastanie gołoborza lasem. Osypujące się z drzew liście sprzyjają tworzeniu gleby, na której porasta roślinność. Nieusuwanie drzew i roślinności niewątpliwie przyspieszy naturalny proces zarastania tego pięknego, wyjątkowego w Beskidach obszaru.
Według obowiązującego planu ochrony ustanowionego w 2016 roku, obszar rezerwatu objęty jest ochroną ścisłą (31,14 ha) i czynną (4,1 ha).

## Turystyka
żółty z Rabki-Zaryte na szczyt Lubonia Wielkiego, tzw. Perć Borkowskiego prowadząca przez rezerwat przyrody. Jest to najtrudniejszy szlak, na którym turysta spotyka się z atrakcjami niespotykanymi gdzie indziej w Beskidach: wspinaczką po gołoborzu, płytach i blokach skalnych. Czas przejścia: 2 h (↓ 1:30 h), suma podejść 560 m, odległość 5,1 km.
Rezerwat leży w bliskim sąsiedztwie Schroniska PTTK na Luboniu Wielkim.